# ブルヒャルト3世 (シュヴァーベン大公)

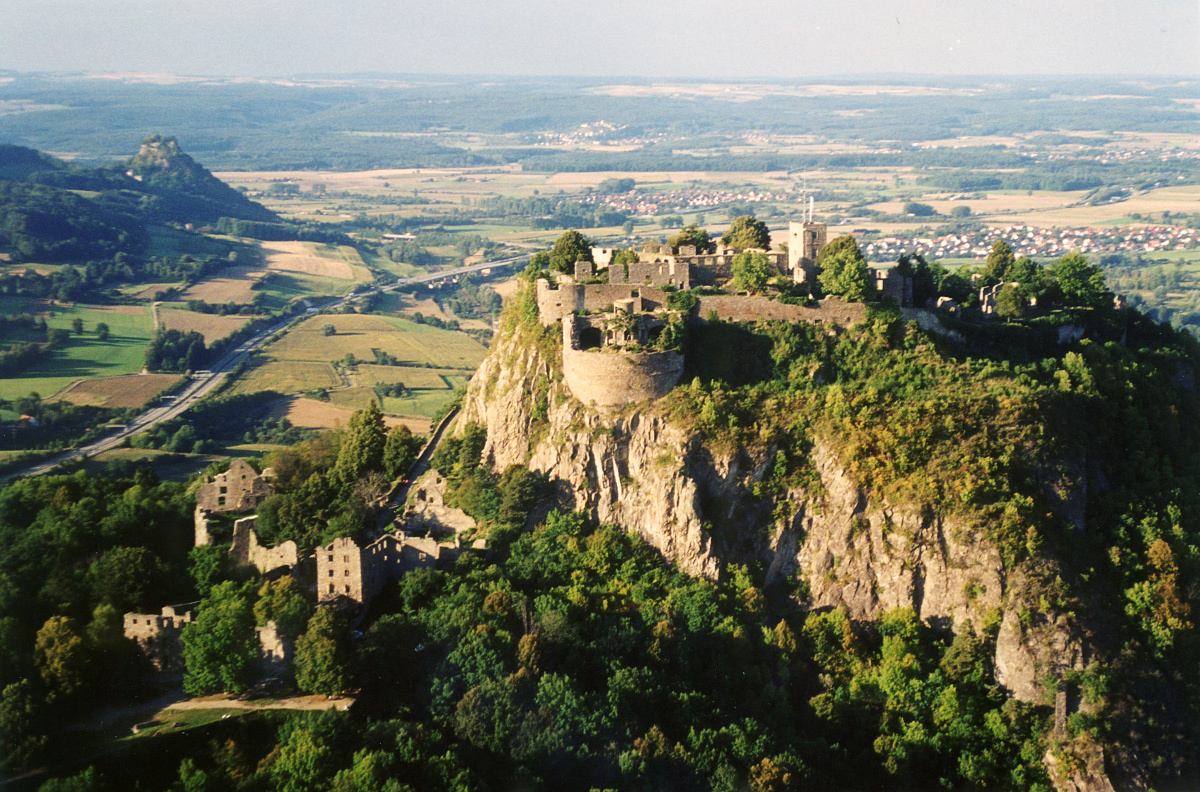
ホーエントヴィール

ブルヒャルト3世（ドイツ語：Burchard III., 906/15年 - 973年11月11/12日）は、ブルヒャルディング家出身のラエティア辺境伯、トゥールガウ伯、チューリッヒガウ伯、およびシュヴァーベン大公（在位：954年 - 973年）。

## 生涯
ブルヒャルト3世はシュヴァーベン大公ブルヒャルト2世とレゲリンダの息子である。
926年に父ブルヒャルト2世が死去した後、若年のブルヒャルト3世は父の後にシュヴァーベン大公となったヘルマン1世の障害とならないよう、ザクセンで育ち、そこでイメディング家のヴィールトルトと結婚したとみられる。
950年から954年まで、神聖ローマ皇帝オットー1世の息子でシュヴァーベン大公ヘルマン1世の婿であったリウドルフがシュヴァーベン大公であった。しかしリウドルフは、父オットー1世に対する反乱に失敗した後にシュヴァーベン公位を剥奪され、954年にアルンシュタットで開かれた帝国議会においてブルヒャルト3世がシュヴァーベン大公に任ぜられた。皇后アーデルハイトとの関係がこの任命においてプラスに働いたと考えられる。
ブルヒャルトは皇帝オットー1世の側近の一人であり、955年8月10日のレヒフェルトの戦いにおいてオットー1世とともに戦い、オットー1世のイタリア遠征にも参加した。965年にブルヒャルト3世は、イタリア王ベレンガーリオ2世に対する第3回イタリア遠征において軍を率いるよう任命された。ブルヒャルト3世は965年6月25日のポー川の戦いにおいて勝利し、オットー1世は南イタリアのいくつかのランゴバルド人の公領を確保し、972年にはこれらを神聖ローマ帝国に併合した。
954年にブルヒャルト3世はバイエルン公ハインリヒ1世の娘ハトヴィヒと結婚した。970年にブルヒャルト3世とハトヴィヒはホーエントヴィールにベネディクト会修道院である聖ゲオルク修道院を創建した。
ブルヒャルト3世は973年11月に死去し、コンスタンツ湖のライヒェナウ島のライヒェナウ修道院教会の今は存在しないエラスムス礼拝堂に埋葬された。
ブルヒャルト3世の死後、ローマ王オットー2世はシュヴァーベン公領を、自身の異母兄リウドルフの息子オットー1世に与えた。

## 結婚と子女
ブルヒャルト3世は2度結婚したと言われている。最初にイメディング家のヴィールトルト（ヴィールトラウト）と結婚し、5人の子女をもうけたという。
- ベルタ - イメディング家のヴァルデレトと結婚
- ディートリヒ1世（982年7月13日没） - ヴェッティン家の始祖?
- ブルヒャルト4世（950年以前 - 982年7月13日） - リースガウ伯、ハッセガウ伯
- ヘルマン
- ハメルリヒ

しかしこの結婚と子女は、確実な文献で立証されていない。
歴史的に文献上で確認できる結婚として、ブルヒャルト3世は954年にバイエルン公ハインリヒ1世の娘ハトヴィヒ（939/40/45年 - 994年8月26日）と結婚した。この結婚では恐らく子供は生まれなかったとみられる。